# Biserica de lemn Sf. Maria din Letca

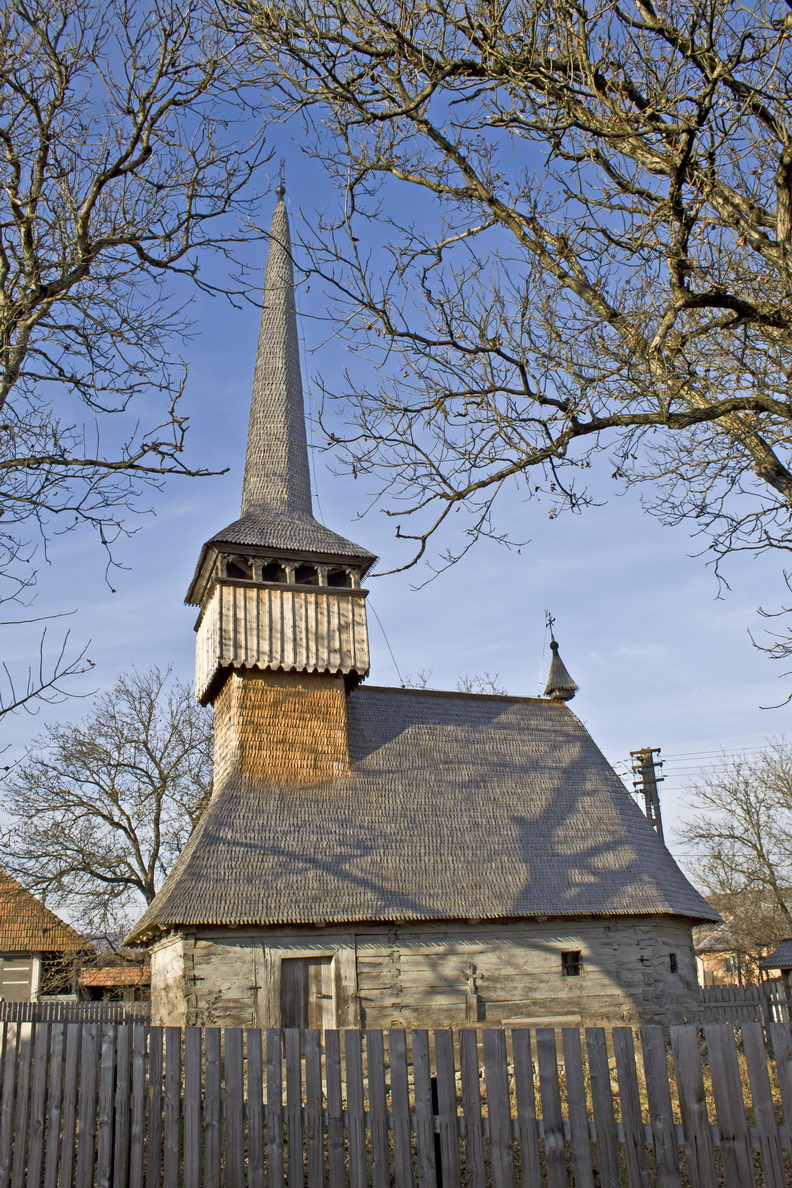
Biserica de lemn Sf. Maria din Letca. Foto 2010

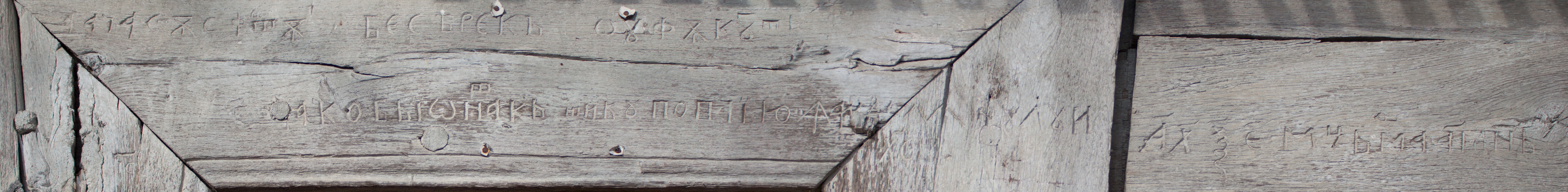
Inscripția care datează biserica de lemn Sf. Maria din Letca. Foto 2011

Harta localității Letca. Amplasarea bisericii cu hramul Sf. Maria în cadrul satului la sfârșitul sec. al XVIII-lea

Harta localității Letca. Amplasarea celor două biserici de lemn în cadrul satului la sfârșitul sec. al XIX-lea

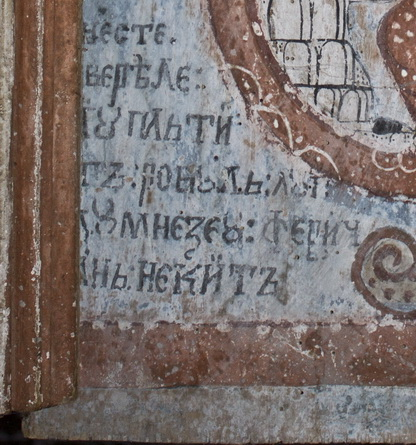
Inscripția de pe ușile împărătești

Biserica de lemn Sf. Maria din Letca, se află în localitatea omonimă din județul Sălaj și datează din anul 1665, an înscris în dreapta portalului de intrare. Această biserică este cunoscută și sub numele de biserica iobagilor, ceea ce indică o împărțire anterioară a comunității după statutul social, distincție întâlnită în mai multe așezări din nordul Transilvaniei. Biserica de lemn a iobagilor din Letca se află pe noua listă a monumentelor istorice sub codul LMI:  SJ-II-m-B-20251.
În Letca a existat și o a doua biserică de lemn, a nobililor (unită), mutată în 1991 la Oradea. Din 1992 există în sat o biserică de zid, care a preluat în mare măsură funcția celor de lemn.

## Istoric

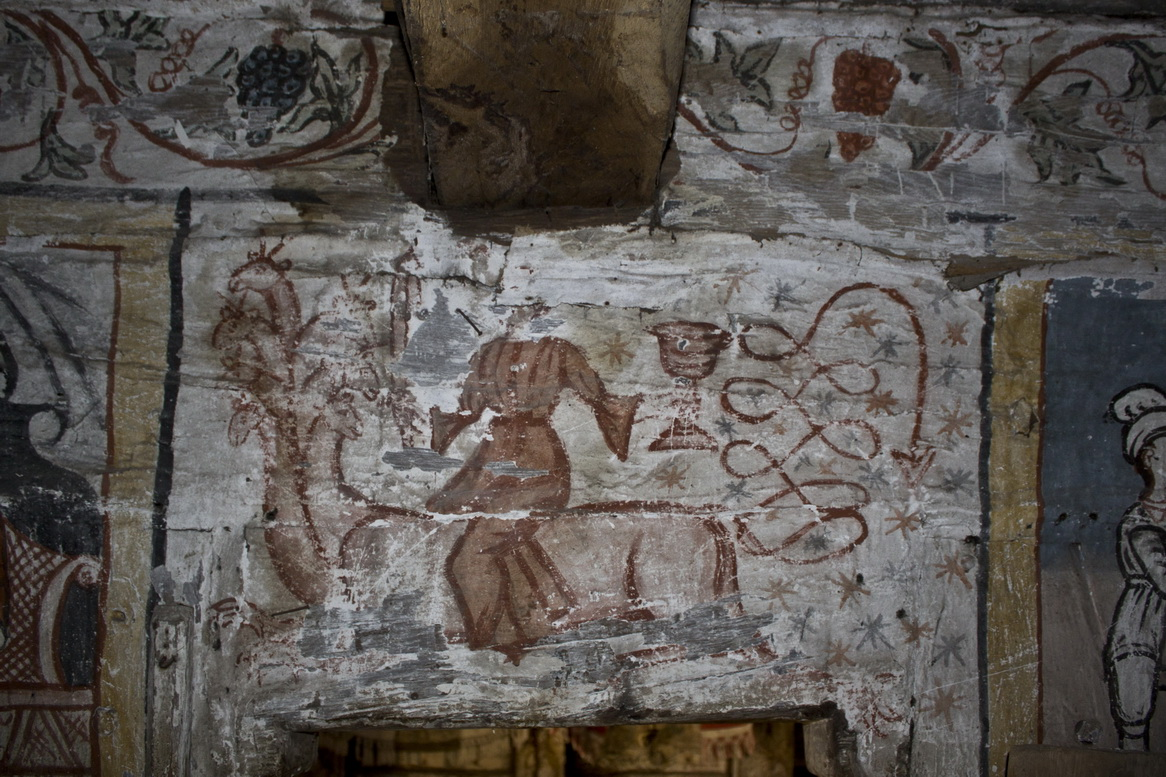
Scenă din Apocalipsă. Balaurul roșu cu șapte capete

Inscripția în chirilice de deasupra intrării: "Această sf(â)ntă besearecă ou făcut Iacob Ionașc și cu popa Văsiiu în ani Domnului 1665 mț (luna) mar(tie) 11 dn (zile)", surprinde momentul final, cel al consacrării construcției. Din această afirmație nu se poate stabili cu precizie dacă aceștia au fost ctitorii sau meșterii construcției, dar, în lipsa titlului de meșter, se poate înclina spre prima variantă.
Biserica a fost pictată pe interior în jurul anilor 1806 - 1807, anii precizați de literatura de specialitate neputând fi verificați datorită faptului că inscripția care data pictura nu se mai păstrează. Astfel, istoricul de artă Marius Porumb amintește inscripția citită de Nicolae Iorga la începutul secolului XX: "Acias(t)ă beserică s-au zugrăvit... și s-au scris de...Pricop Zugravu, leat 1806". Istoricul de artă Ioana Cristache-Panait a atribuit aceluiaș zugrav și pictarea iconostasului și a ușilor împărătești. Pe acestea din urmă se poate citi inscripția: "Aceste zvere le au plătit robul lui Dumnezeu Fericean Nechită". Întreaga pictura murală este în mare parte distrusă de intemperii, nu doar înscrisul care o data. Restaurările prin care a trecut biserica, ultima operațiune de acest fel încheindu-se în anul 2009 iar cea de dinaintea acesteia având loc spre sfârșitul deceniului al șaptelea al secolului trecut, dau posibilitatea păstrării și pentru viitor, măcar parțial, a frumoasei picturi interioare a bisericii. 

## Trăsături
Mica biserică de lemn, cu lungimea de aprox. 8,75 m și lățimea de aprox. 4,10 m, aflată în centrul satului se remarcă prin planul său simplu, dreptunghiular cu absida altarului spre răsărit, nedecroșată, poligonală cu trei laturi. Intrarea în biserică se face pe latura de sud. Intrarea duce spre pronaosul bisericii. Picioarele turnului clopotniță coboară până în pronaos, așezându-se pe lângă pereții acestuia. Prin intermediul unui orificiu, practicat în mijlocul tavanului de scânduri al pronaosului, cu ajutorul unei frânghii pot fi acționate clopotele aflate în turn. Tot din pronaos se poate ajunge în podul bisericii prin intermediul unei scări scobite din trunchiul unui copac. Același timp de scară mai poate fi întâlnit și la biserica de lemn din Noțig. Trecerea din pronaos spre naos se face prin intermediul unei uși ce avea atât ancadramentul cât și foaia, cândva frumos decorată cu pictură. Din păcate deteriorarea picturii face ca scenele pictate să fie destul de greu de recunoscut. Cu toate acestea deasupra intrării în naos este prezentată scena Schimbării la față. De remarcat faptul că peretele despărțitor dintre naos și pronaos este compact, nefiind practicate în acesta orificii pentru audierea slujbei de către cei aflați în pronaos. Naosul este acoperit cu o boltă semicilindrică. În această încăpere programul iconografic este dominat de scene din viața domnului nostru Isus Hristos. Patimile Mântuitorului ocupă zona mediană a înălțimii naosului. Pe timpanul de vest, cu care se încheie bolta naosului, sunt prezentate o serie de scene descrise în Vechiul Testament, scene cum ar fi Facerea lui Adam, Ispitirea lui Adam și Eva de către diavol sau Izgonirea lui Adam și Eva din Rai.
O imagine mai puțin întâlnită, ce face trimitere la textul Apocalipsei, se află reprezentată la ieșirea din naos spre pronaos. Un balaur, roșu, cu șapte capete cu coarne, cu labe cu ghiare și coadă foarte lungă este încălecat de un personaj - probabil feminin ce are în fiecare mână căte un obiect. În mîna stângă poartă probabil o sabie iar în cea stângă un potir. După coada cea lungă a balaurului sunt reprezentate stele albastre și roșii. Învățătura sfinților părinți ai Bisericii, cu privire la acest episod din Sfânta Scriptură ne spune: "În această arătare a balaurului nu se poate vedea altceva decât șarpele cel din vechime, numit diavolul sau satana...Culoarea roșie închipuie cruzimea sa cea însetată de sânge; cele șapte capete închipuie viclenia sa cea mare, ca fiind potrivnică celor șapte duhuri ale lui Dumnezeu - darurile Sfântului Duh; cele zece coarne sunt tăria și puterea lui ce sunt îndreptate împotriva celor zece porunci ale Legii lui Dumnezeu. Prin aceste stele pe care diavolul le trage în căderea sa după sine, tâlcuitorii înțeleg pe îngerii cei căzuți sau pe demoni...". Imaginea, în care personajul încalecă balaurul, este în fond încă o reprezentare a luptei dintre bine și rău, câștig de cauză având din cele din urmă binele. Diavolul, reprezentat ca balaur este încălecat, deci controlat - sub stăpânirea personajului feminin ce ține în mâini obiecte ce fac trimitere la putere, dreptate (sabia) și credință, Isus Hristos (potirul).
Trecerea din naos în absida altarului se face prin cele două spații și anume ușile impărătești, respectiv ușile diaconești. Ușile împărătești, aflate spre dreapta, păstrează în partea drapta-jos textul ce amintește numele donatorului. Datorită amplasării unei stinghii de lemn ce ajută la închiderea ușilor, câteva din primele litere din unele cuvinte au fost acoperite dar chiar și așa inscripția poate fi relativ ușor citită. Absida altarului, este acoperită de o boltă de forma unui semitrunchi de con. Pereții absidei, decorați și aceștia cu pictură, au suferit din cauza intemperiilor. Cu toate acestea se pot distinge chipurile unor sfinți ierarhi ai bisericii, printre aceștia amintind pe Sfântul Grigore Teologul.
Edificiul este adăpostit sub un acoperiș unitar. Turnul clopotniță străpunge acoperișul în partea sa vestică, deasupra pronaosului. Având foișor lărgit, cu galerie deschisă, turnul clopotniță este acoperit de o fleșă ascuțită, în vârful căreia se află o cruce metalică. Coama acoperișului, deasupra altarului poartă un mic turnuleț, cu rol decorativ. Și acesta, la rândul său, are o cruce metalică în vârf.

## Imagini

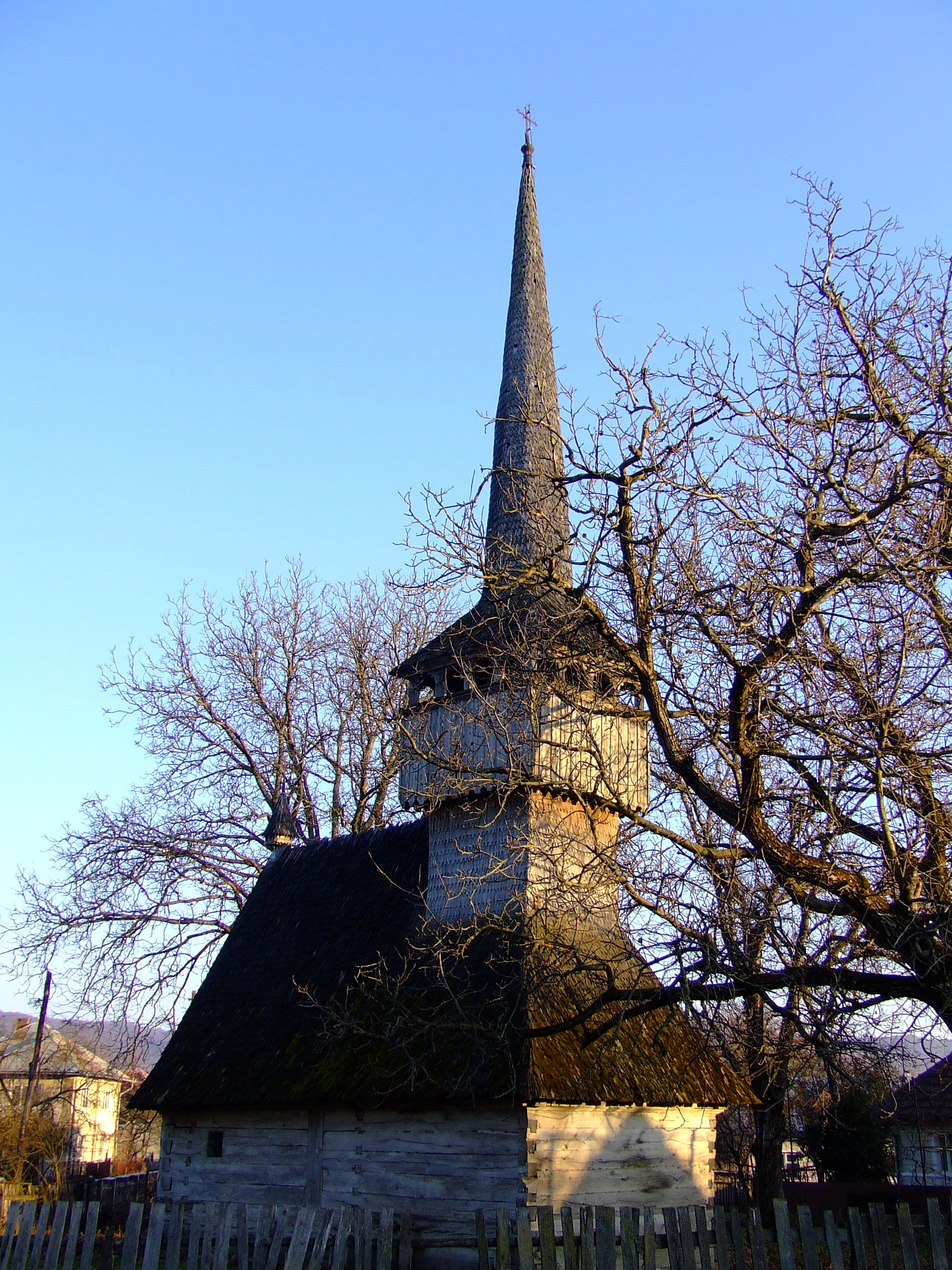
Biserica Sf. Maria din Letca. Foto 2006
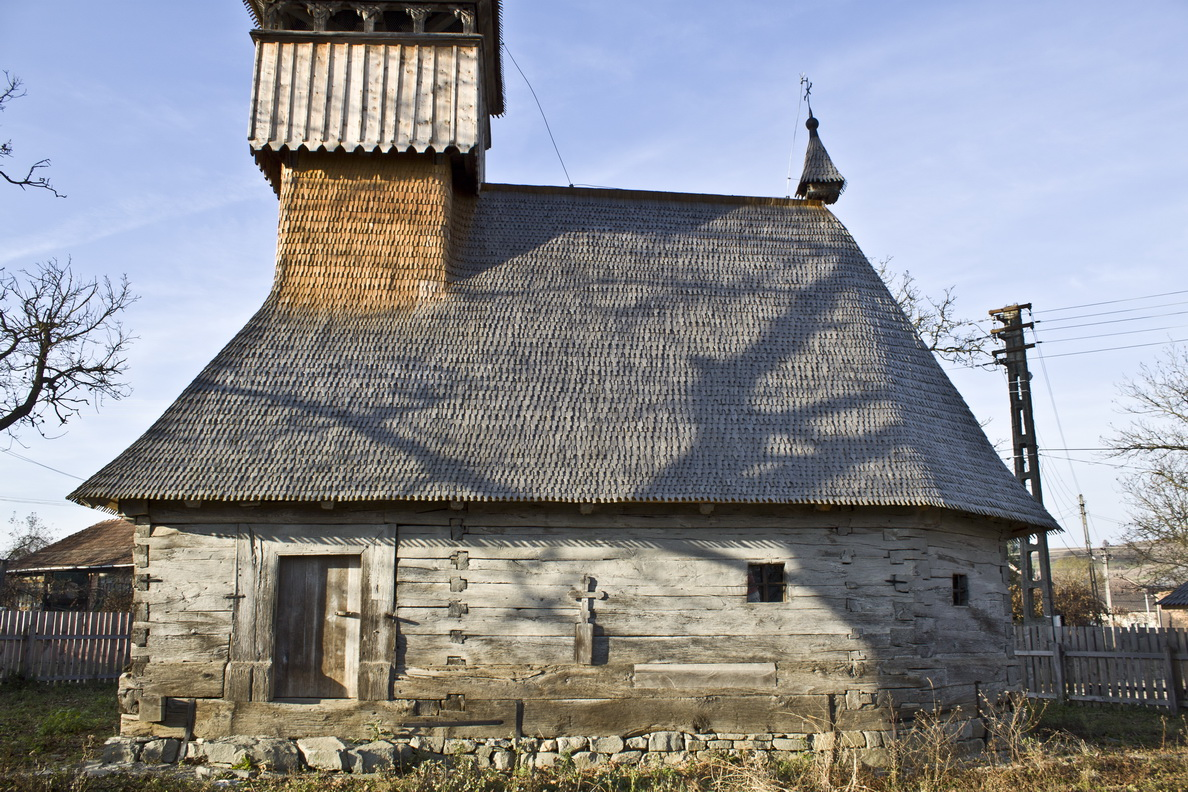
Butea bisericii
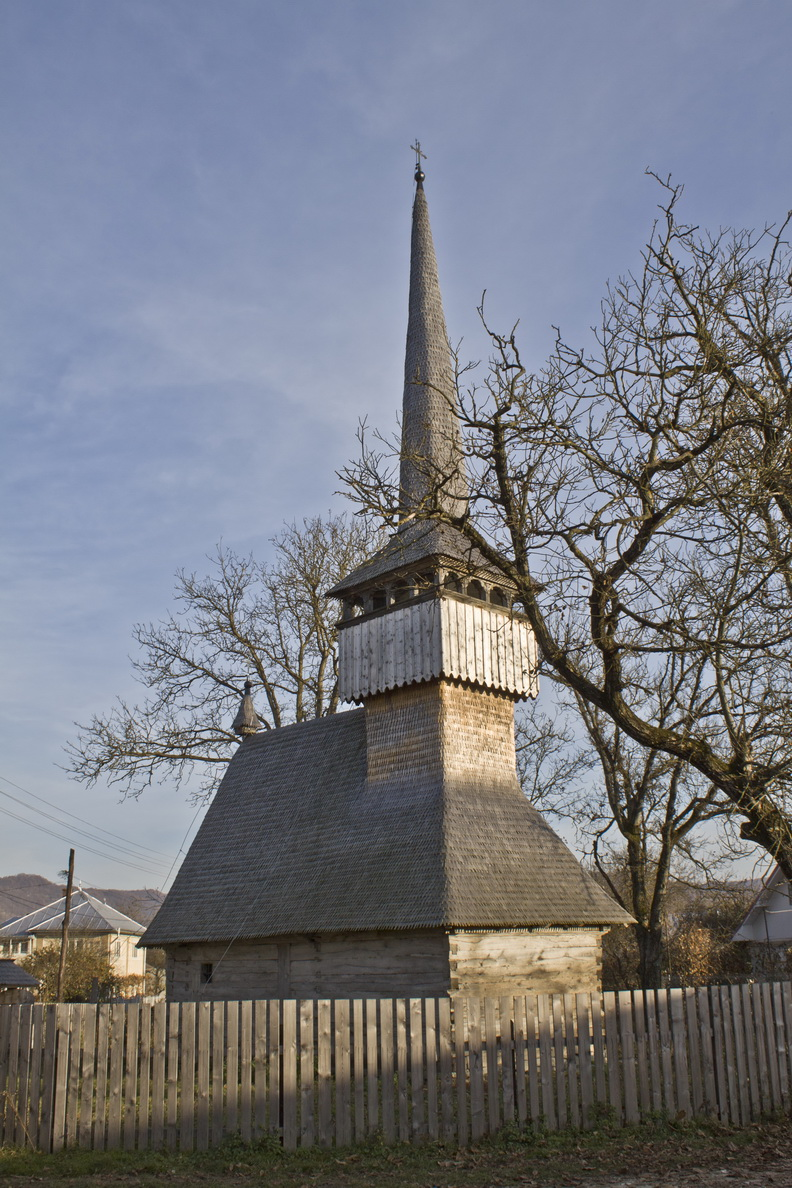
Vedere din nord-vest
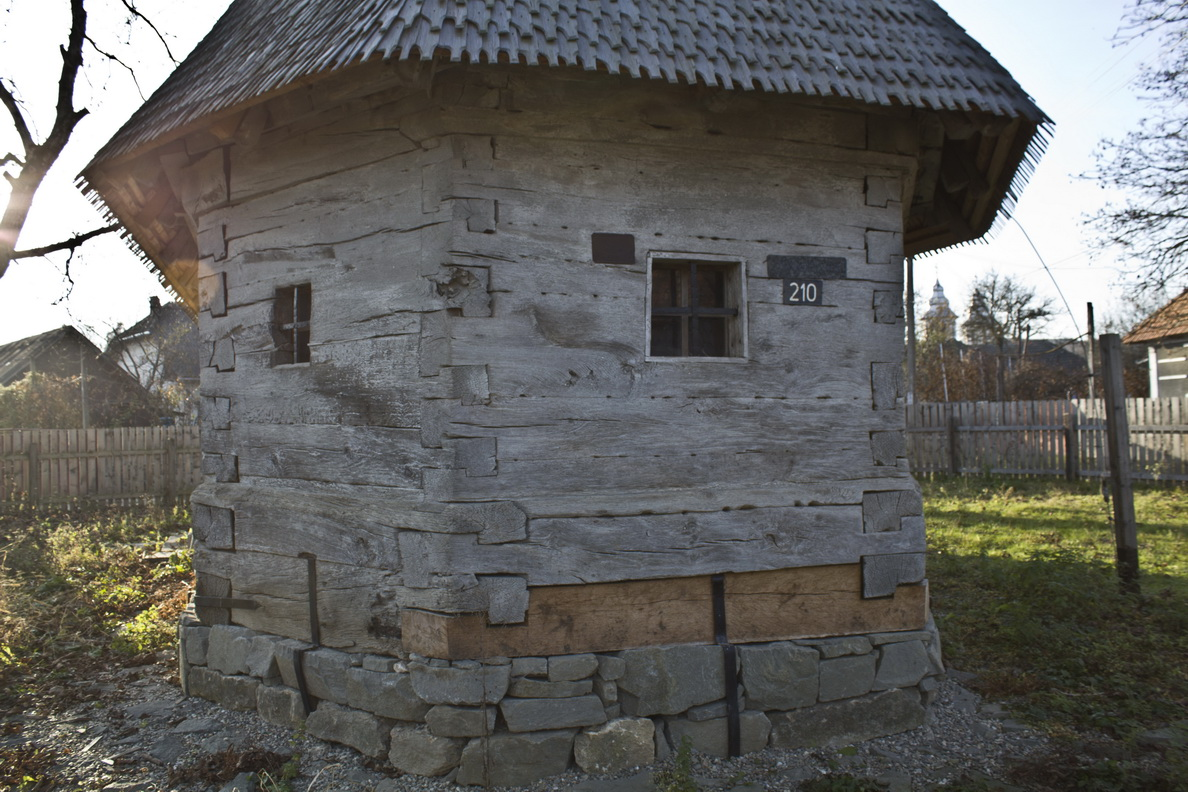
Absida altarului
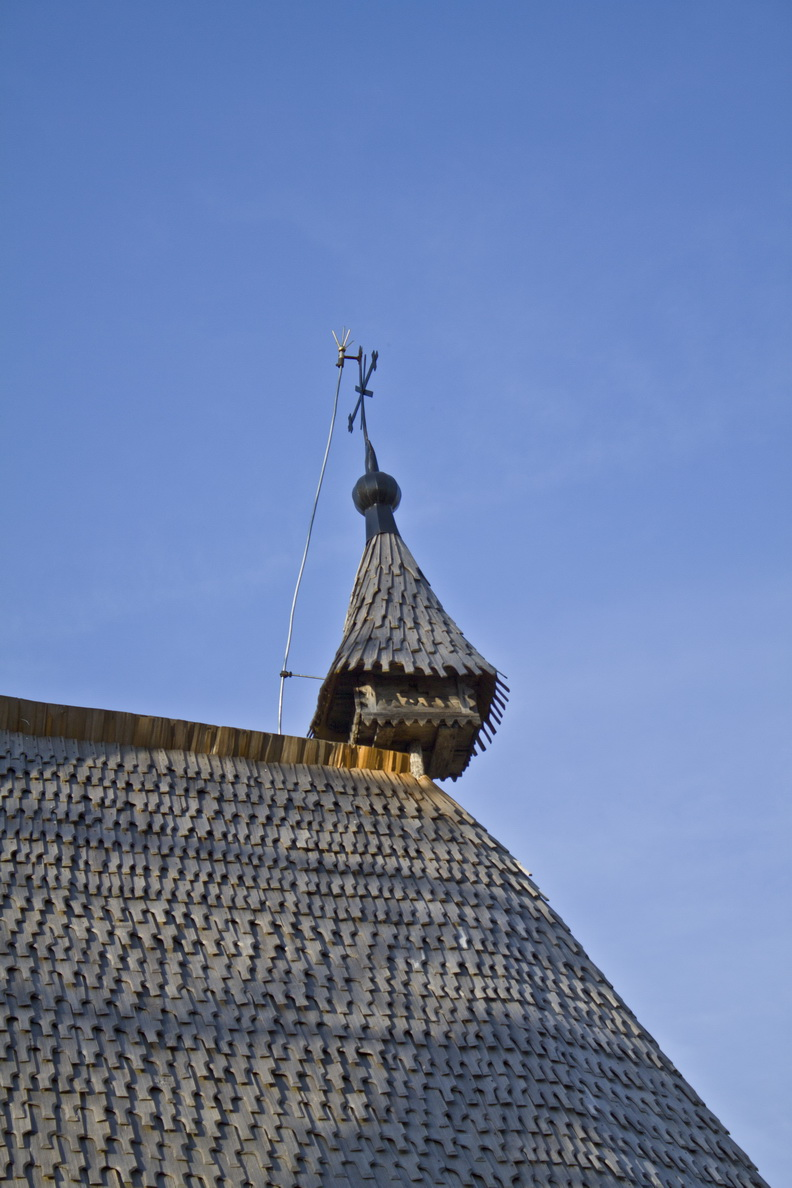
Coama acoperișului. Turnulețul de deasupra altarului
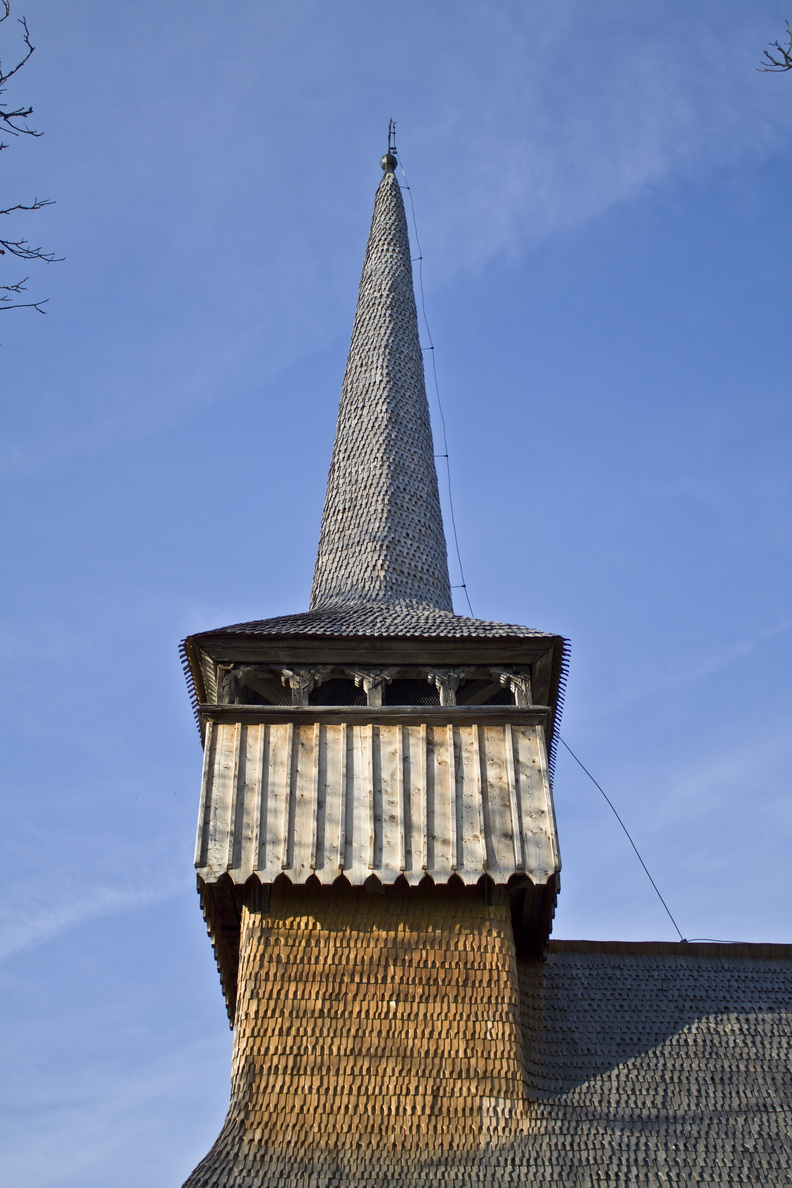
Turnul clopotniță
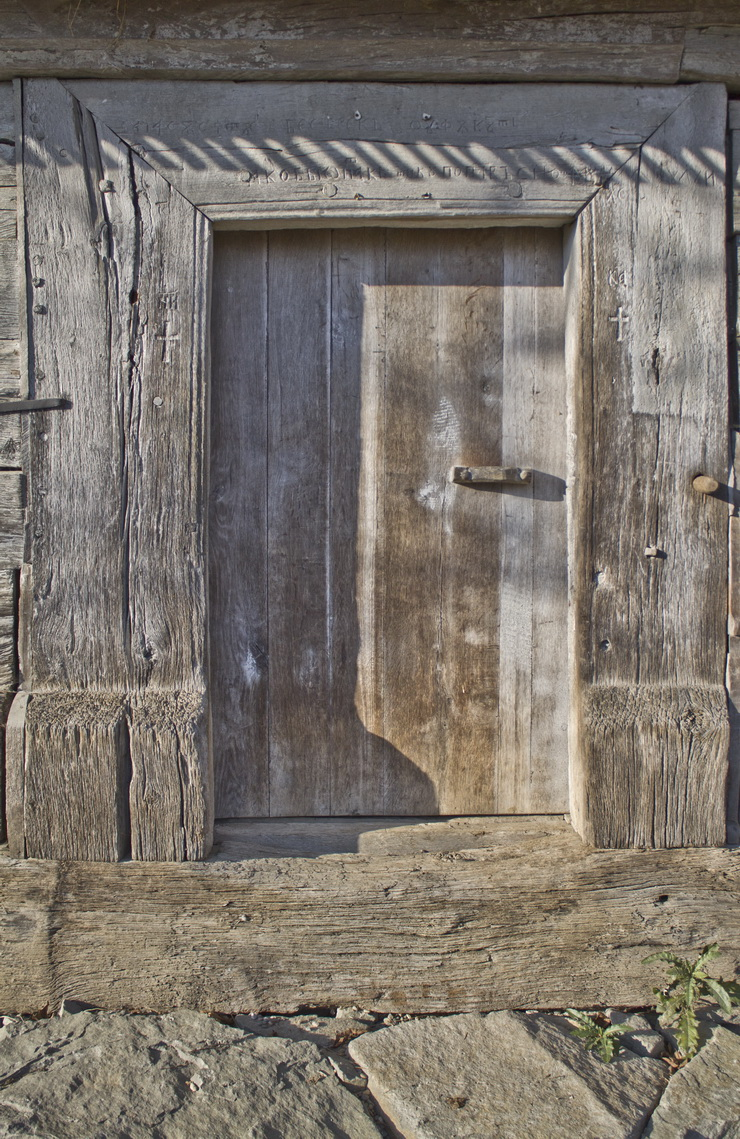
Intrarea în biserică
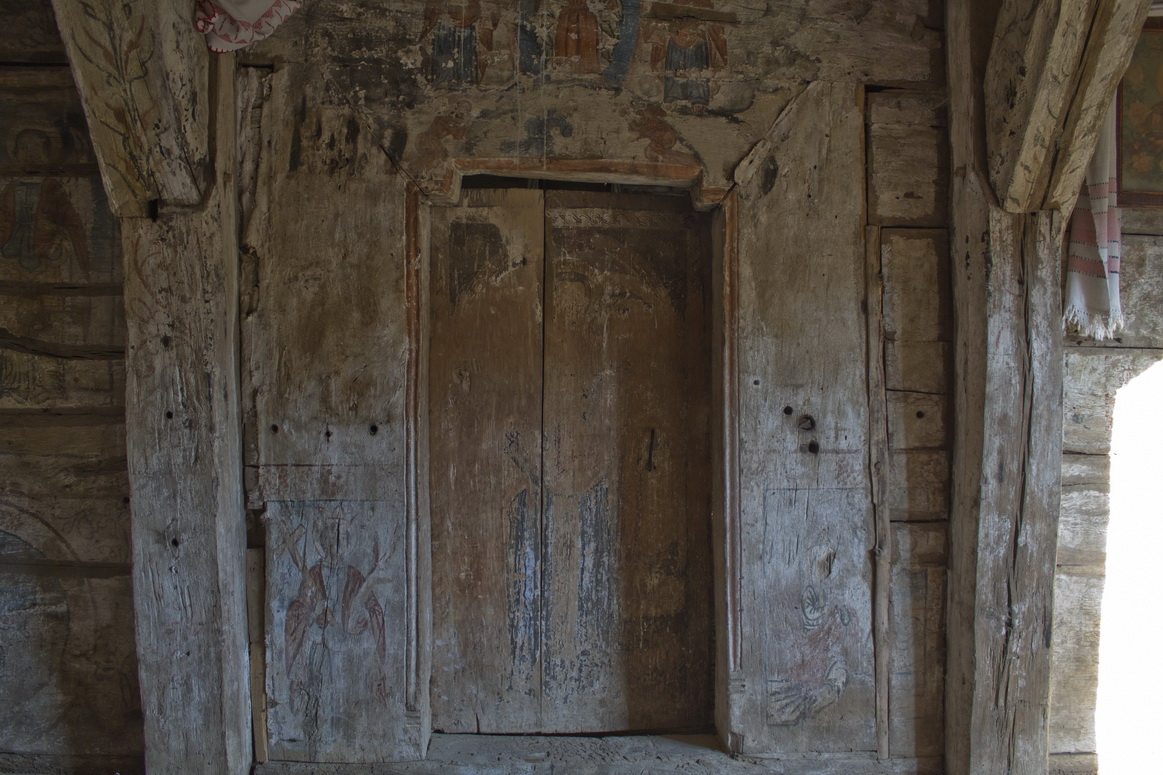
Trecerea din naos în pronaos
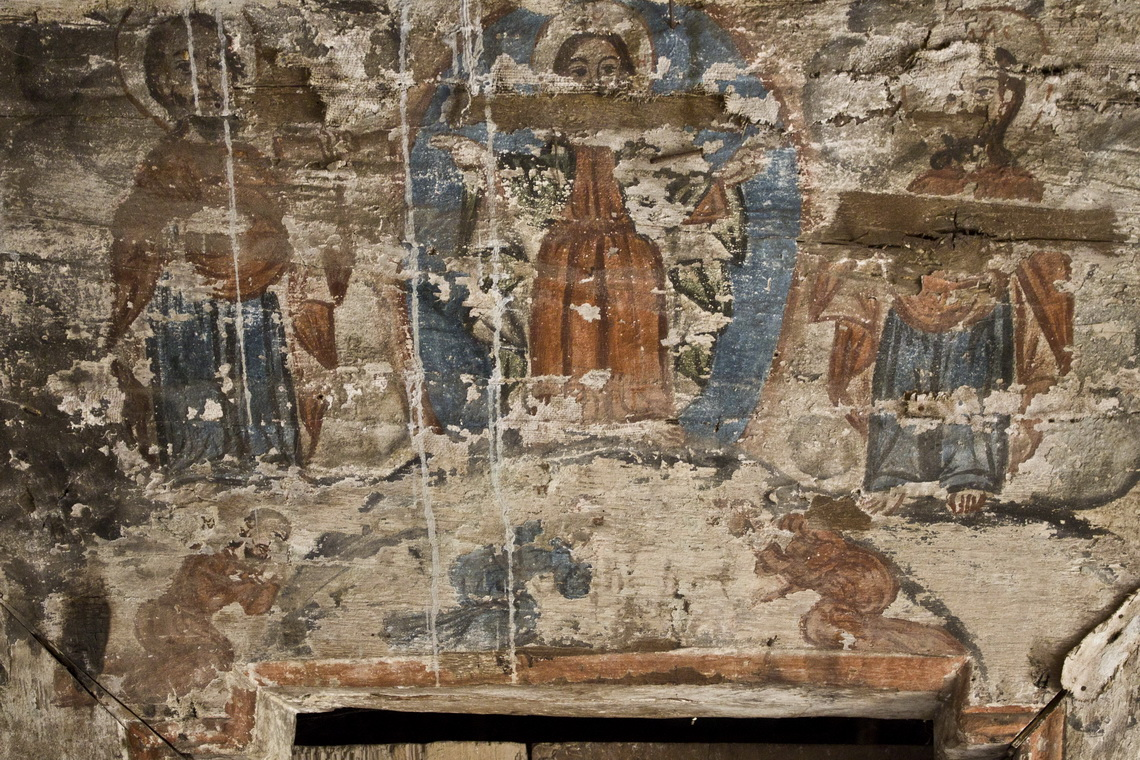
Pictura pronaosului. Schimbarea la față
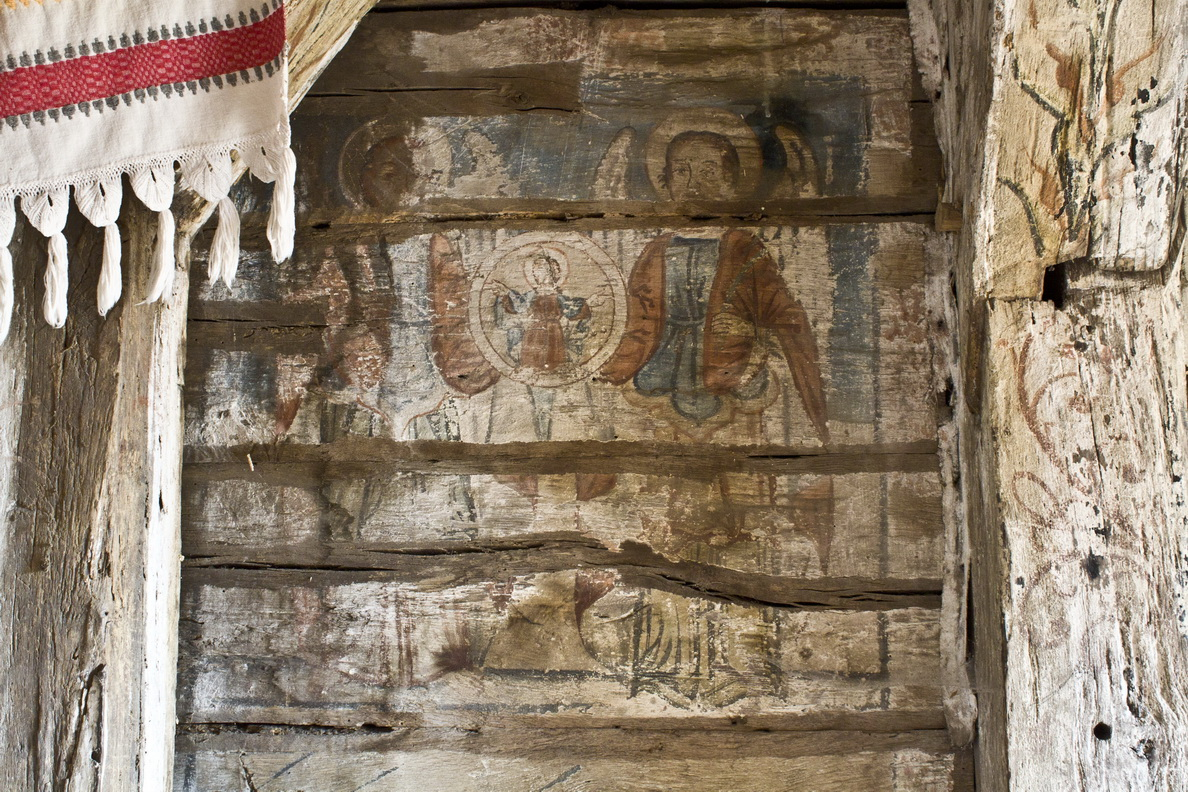
Pictura pronaosului. Îngeri
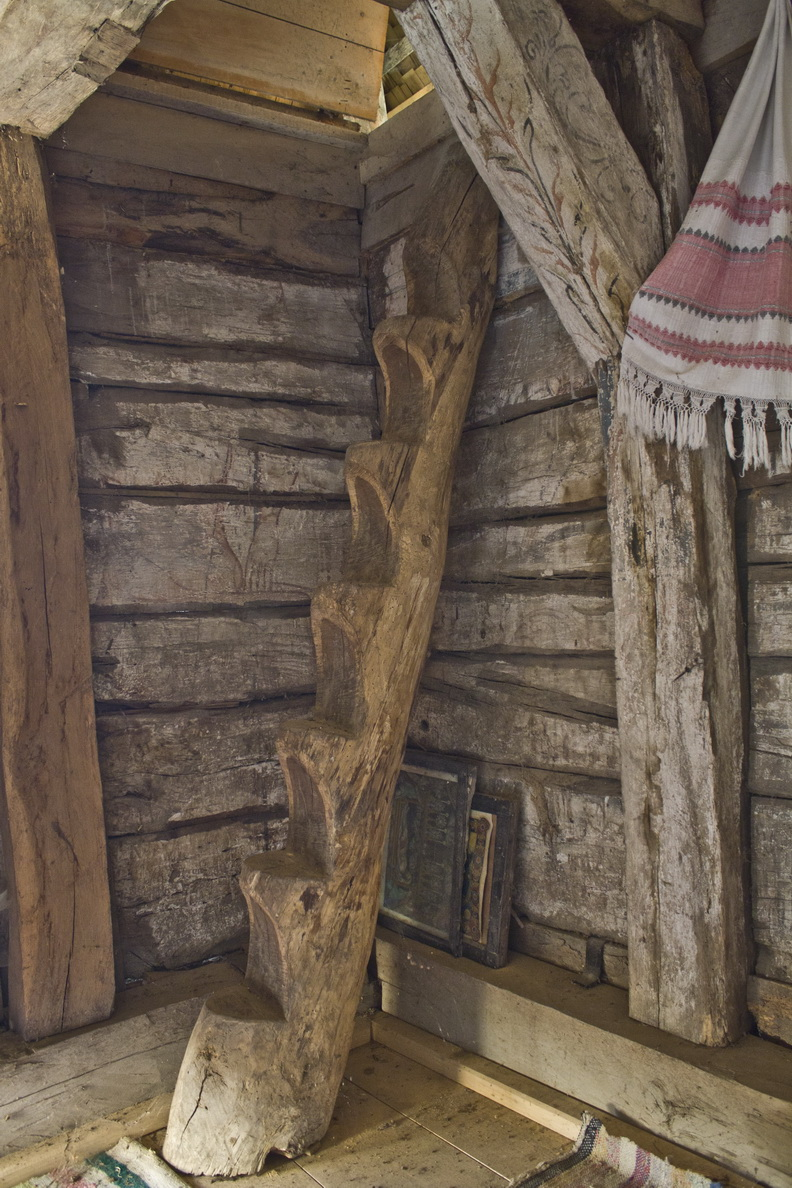
Scară
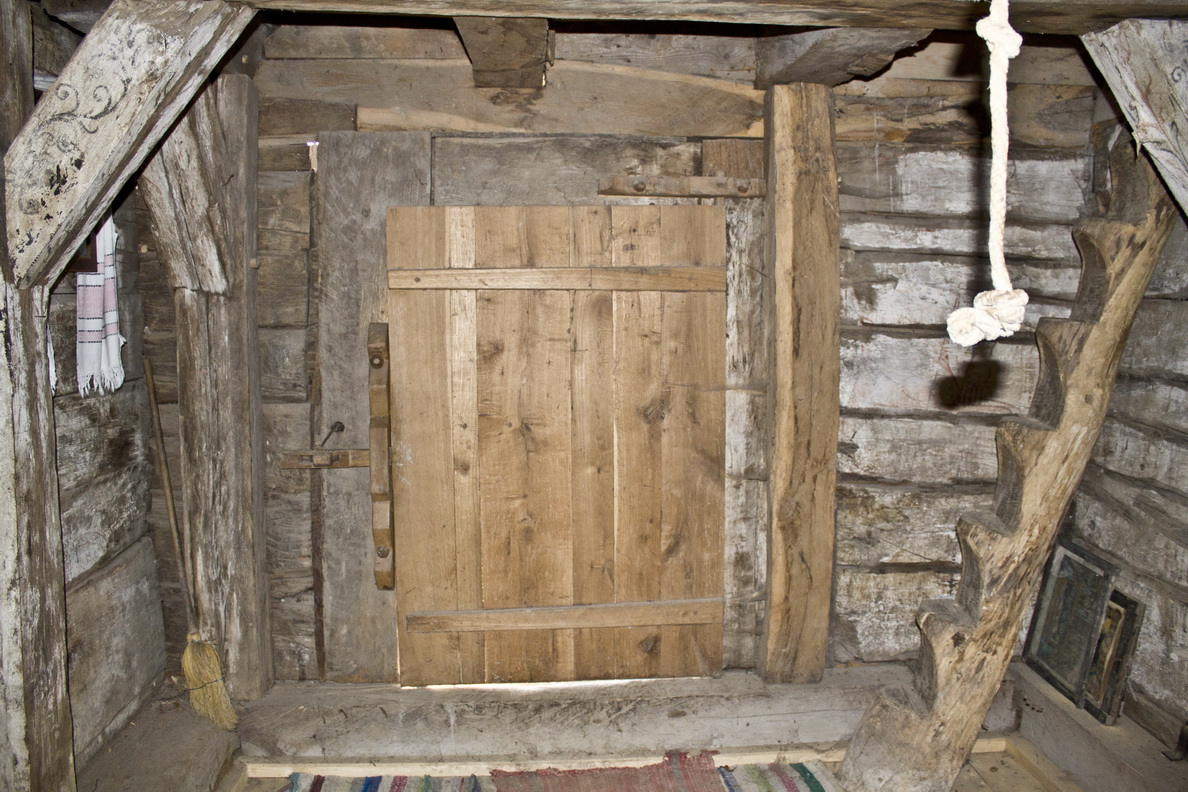
Dosul ușii de intrare
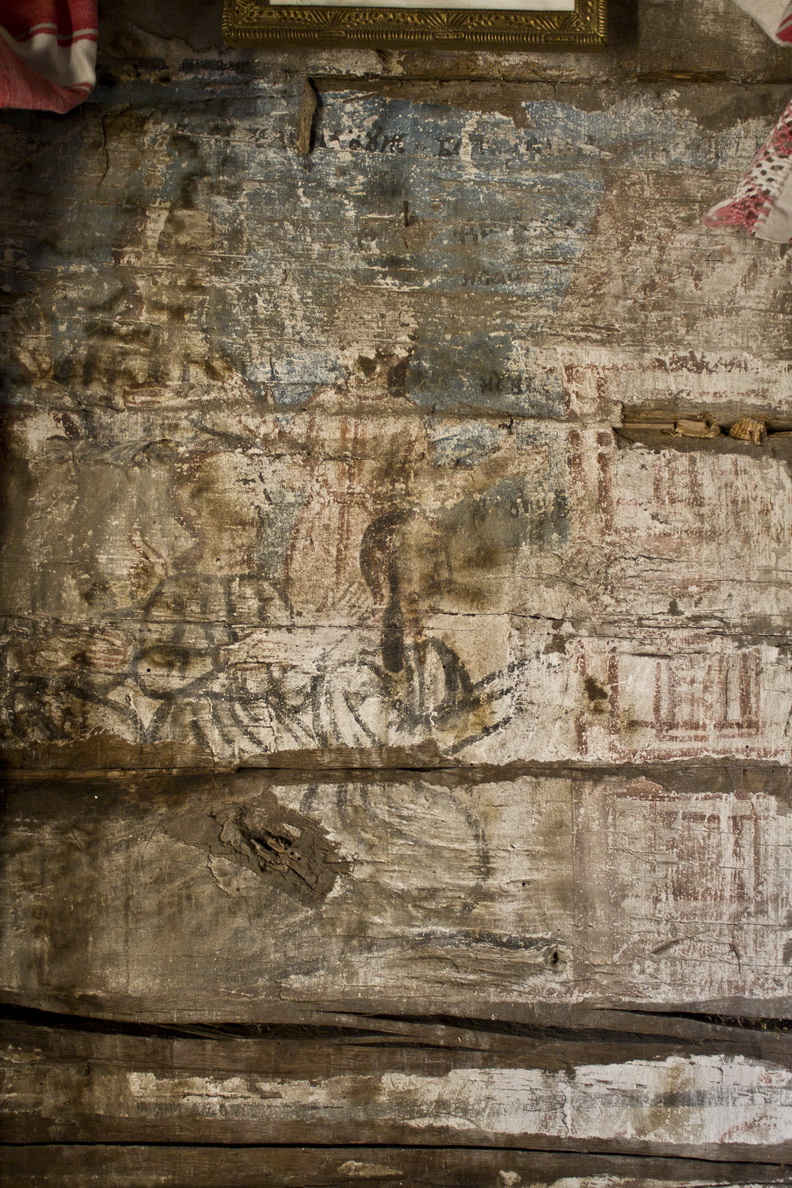
Detaliu pictură pronaos
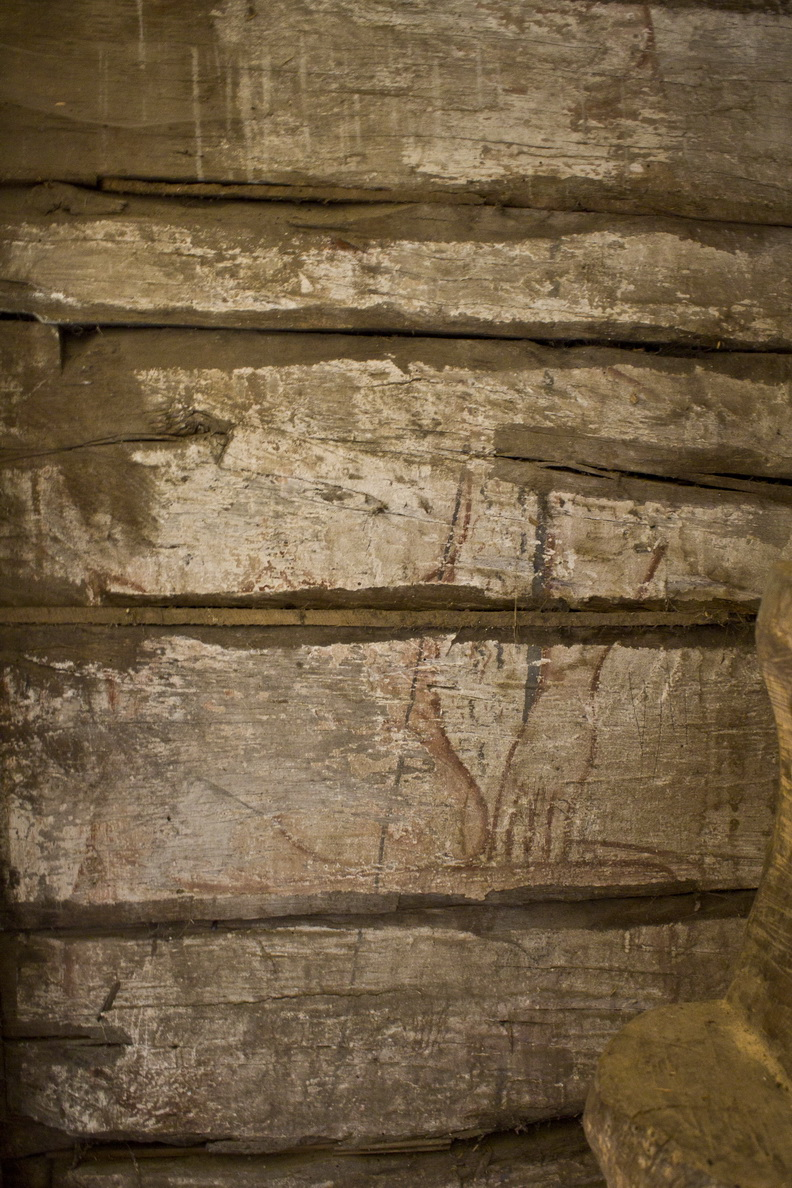
Detaliu pictură pronaos
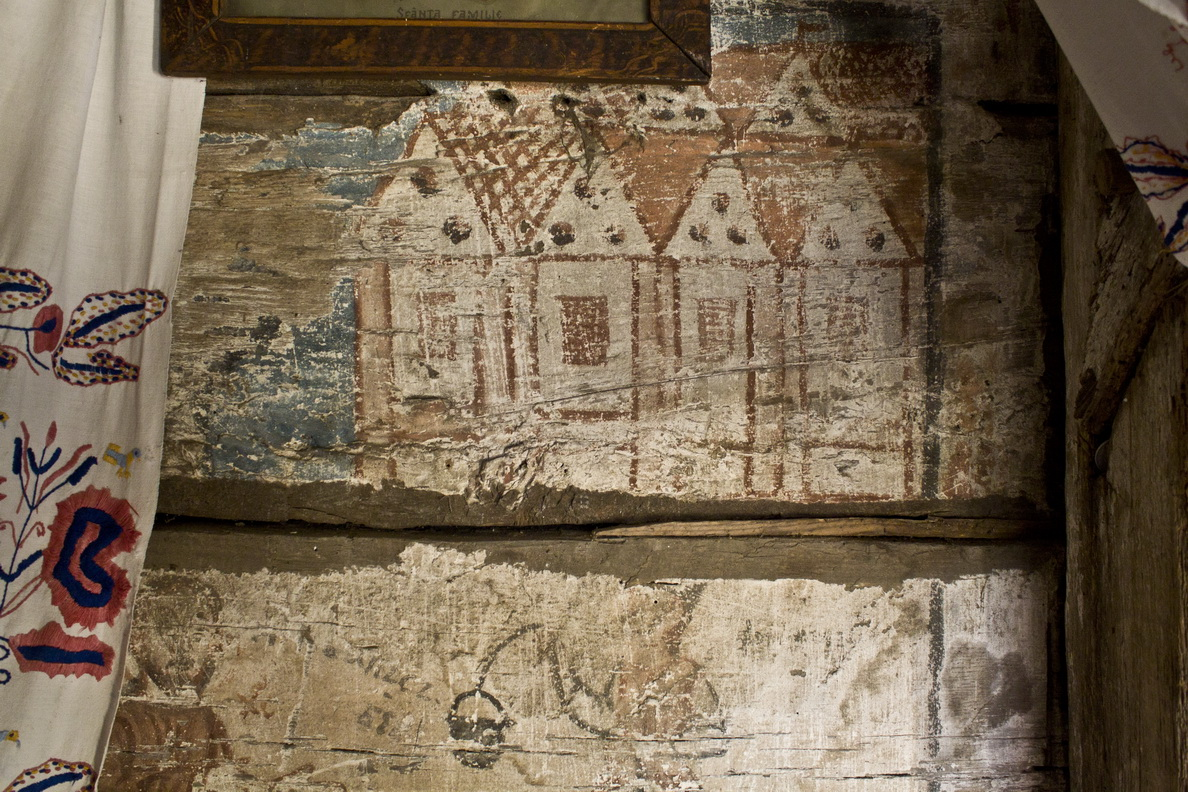
Detaliu pictură pronaos
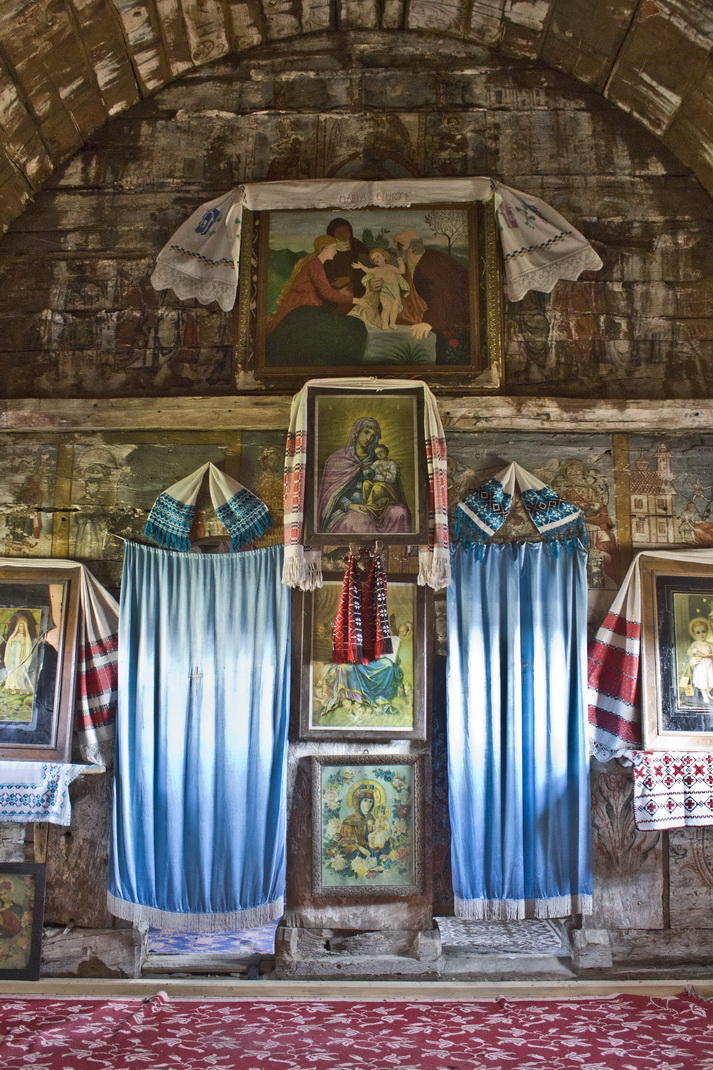
Naosul. Vedere spre altar
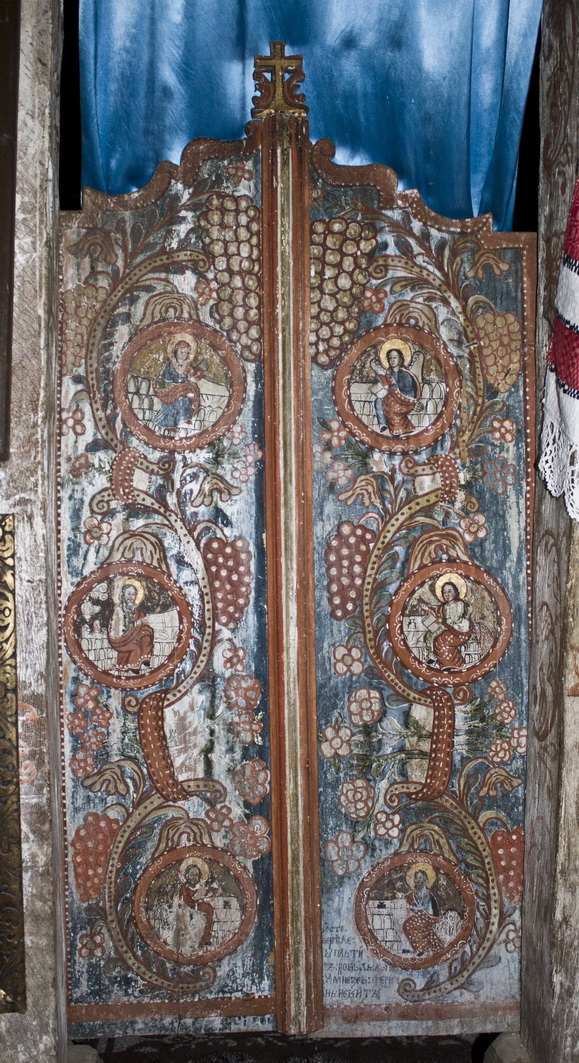
Ușile împărătești
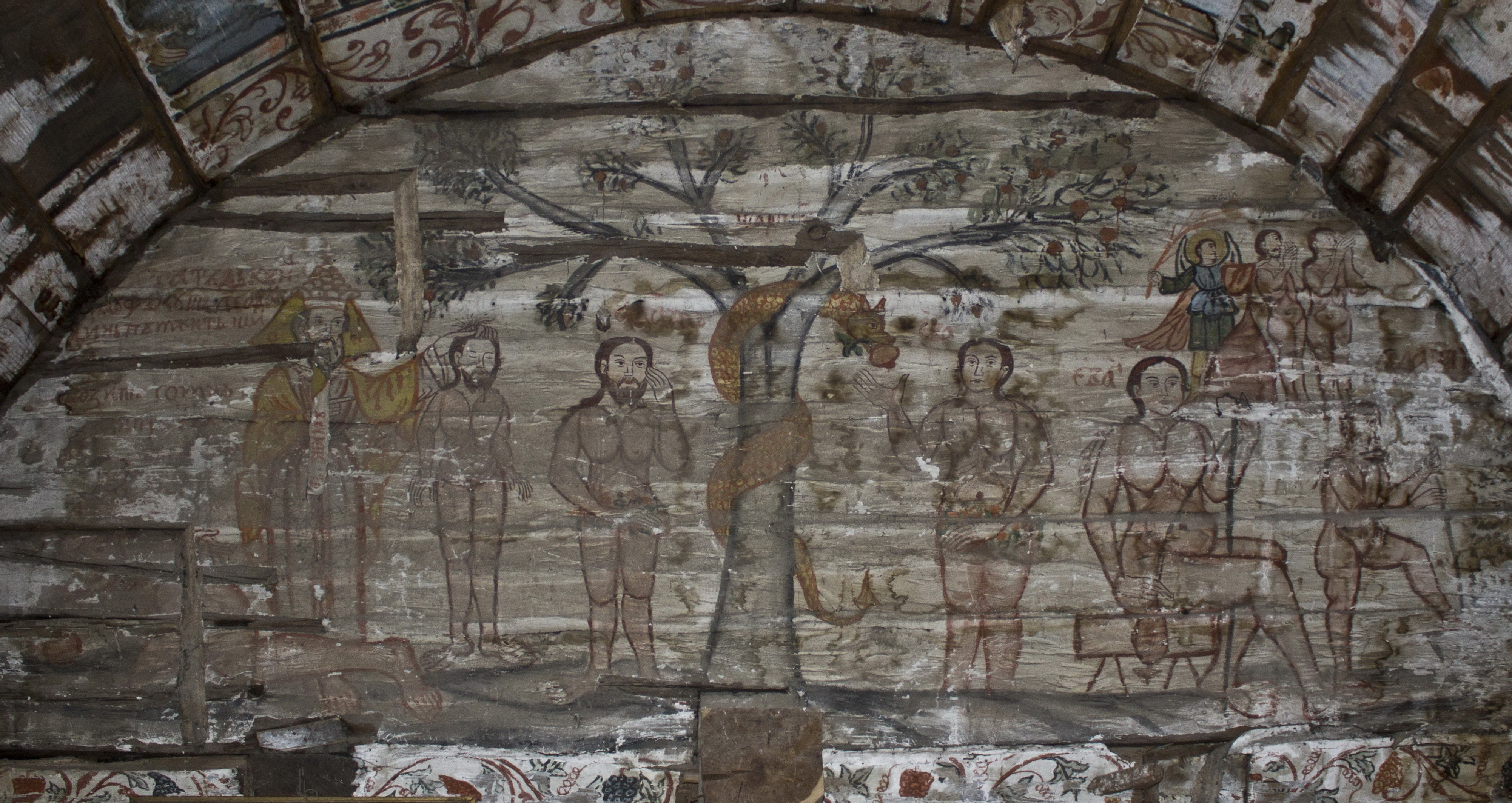
Adam și Eva
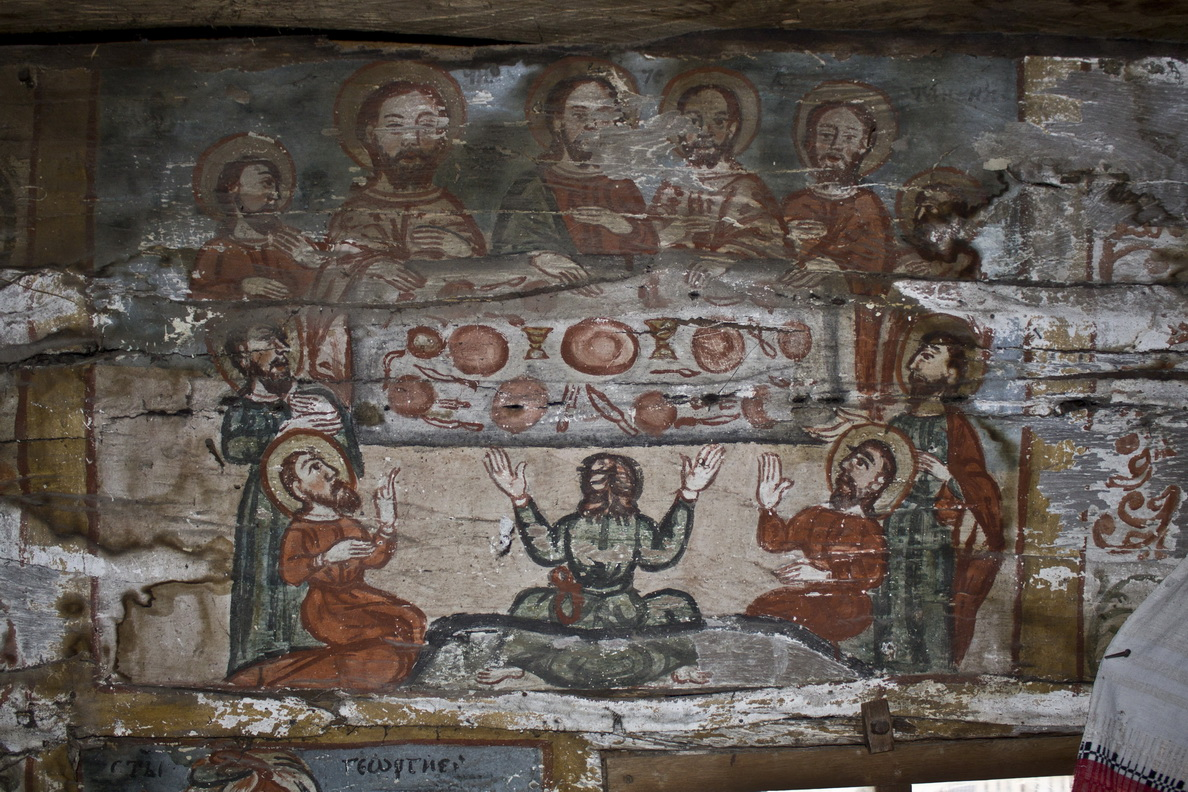
Pictura naosului. Cina cea de taină
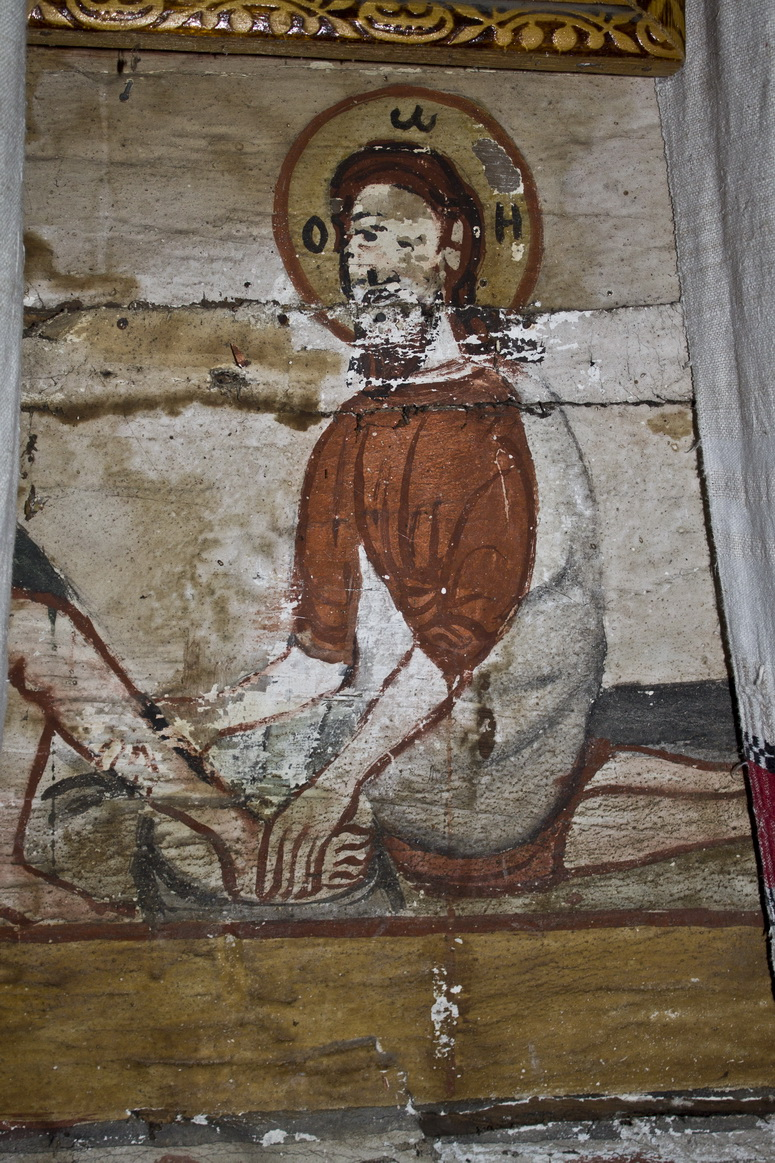
Pictura naosului. Spălarea picioarelor
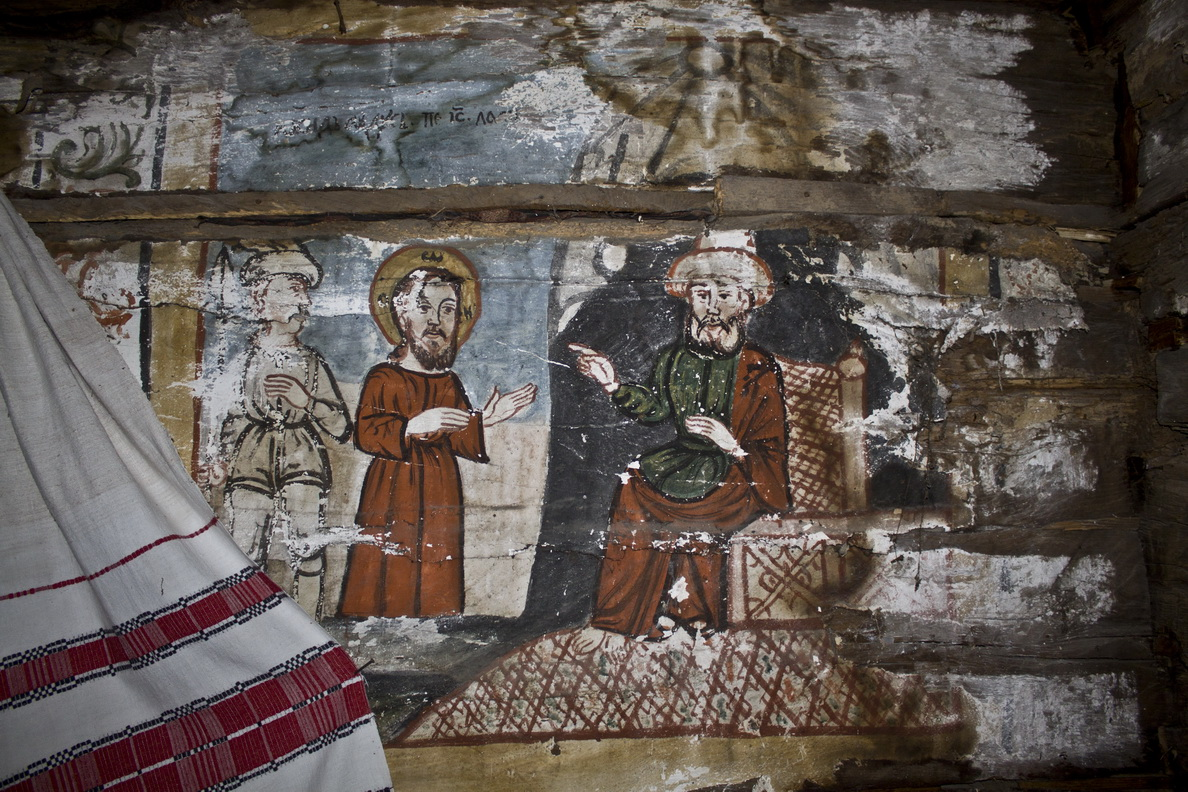
Pictura naosului
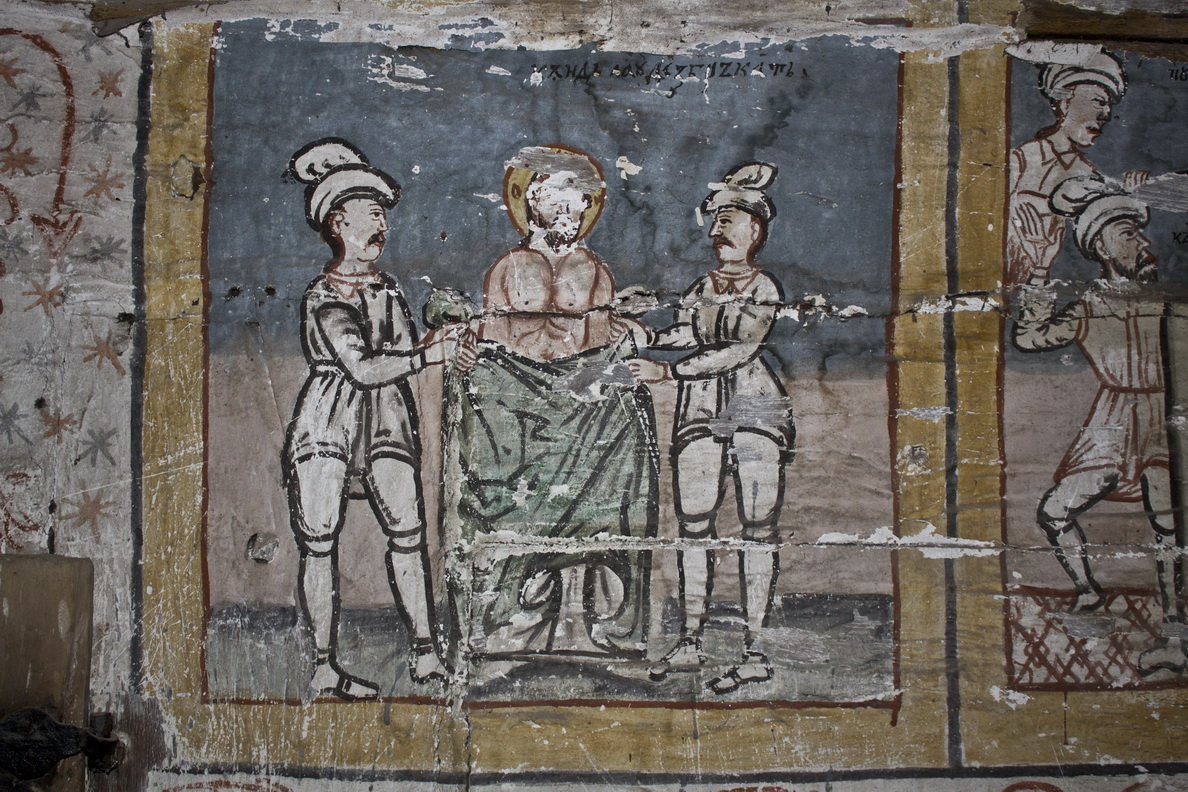
Pictura naosului. Scenă din ciclul patimilor
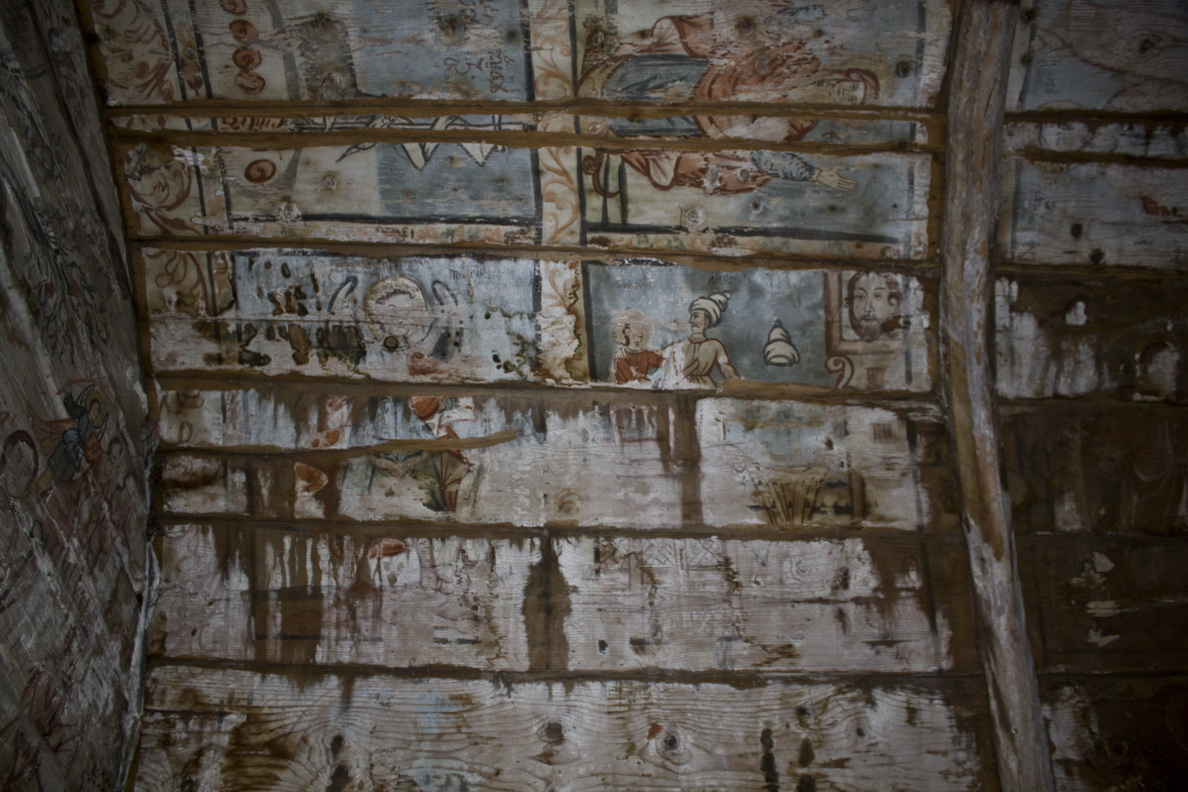
Pictura bolții naosului
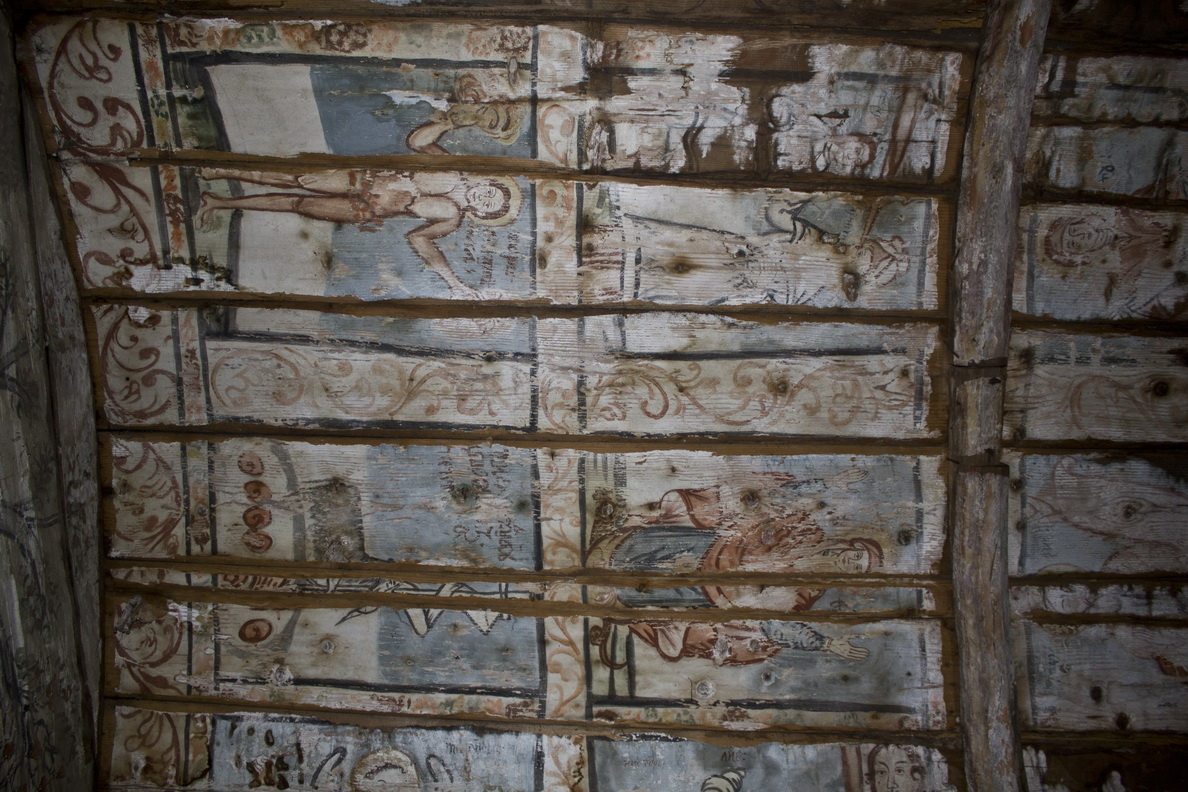
Pictura bolții naosului
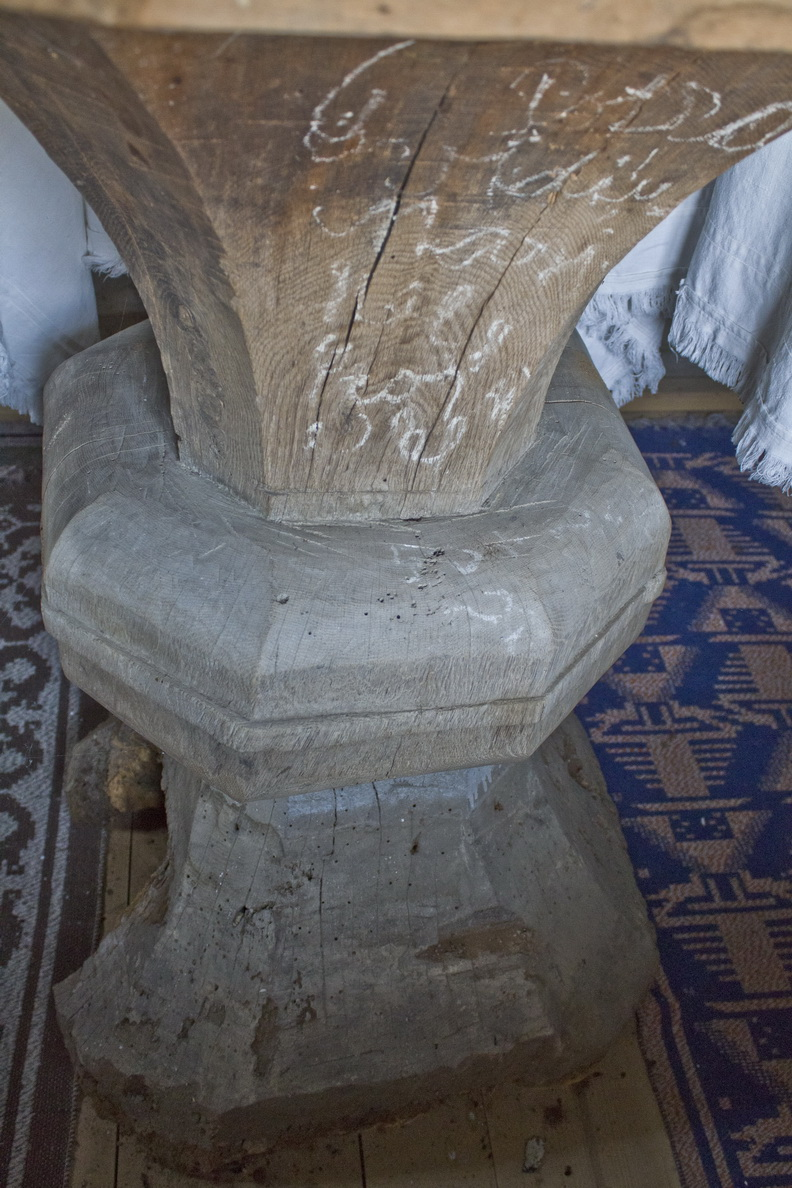
Piciorul mesei altarului
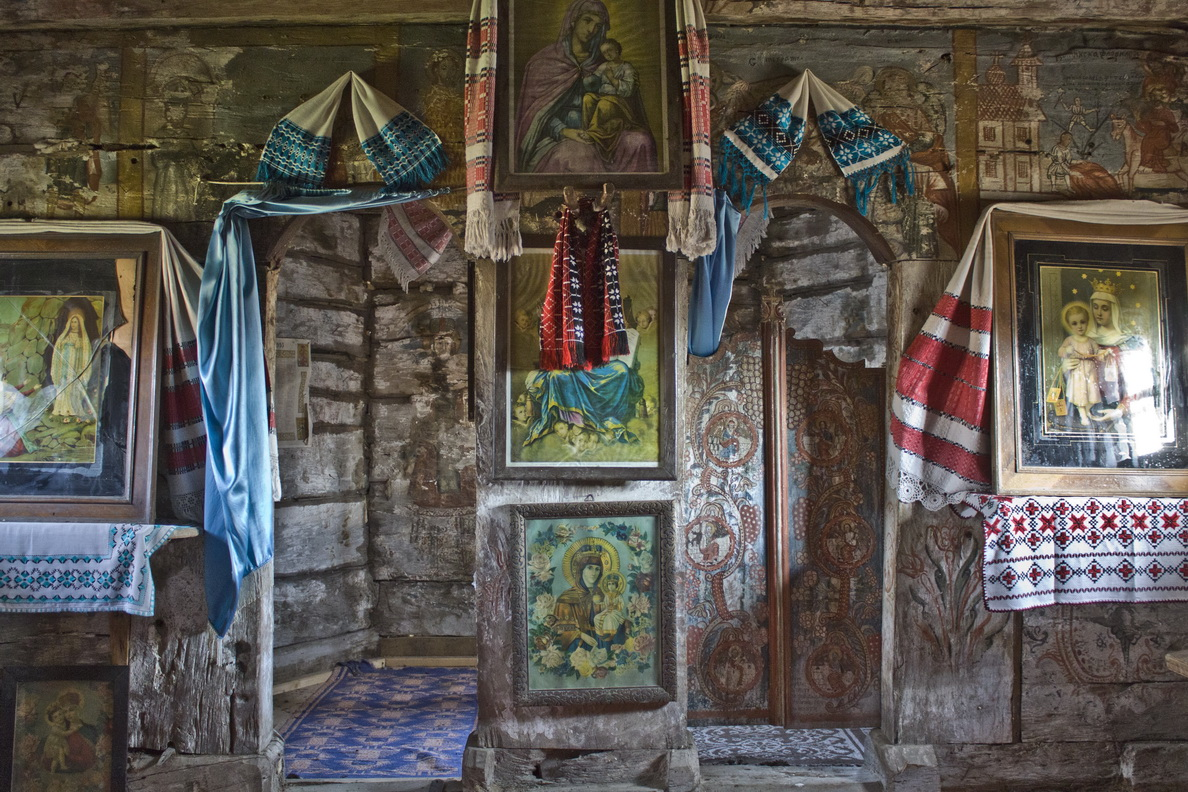
Întrările în absida altarului
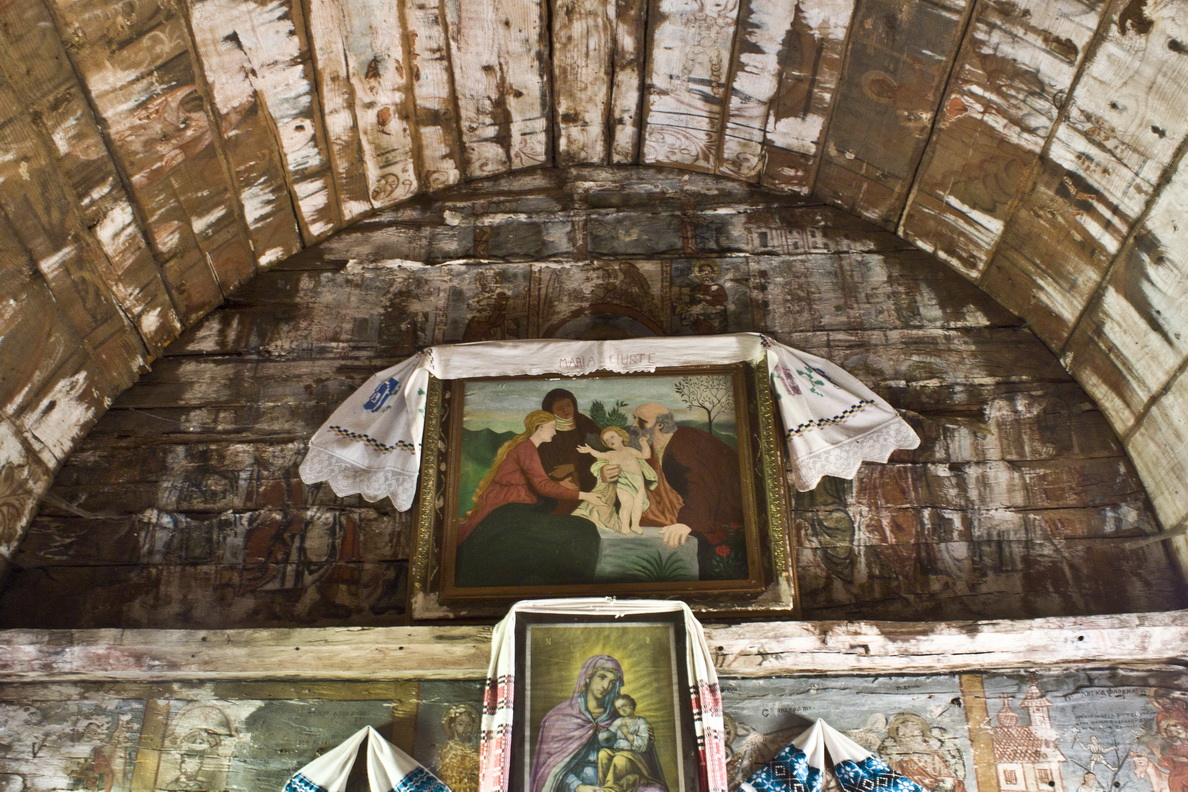
Partea superioară a iconostasului
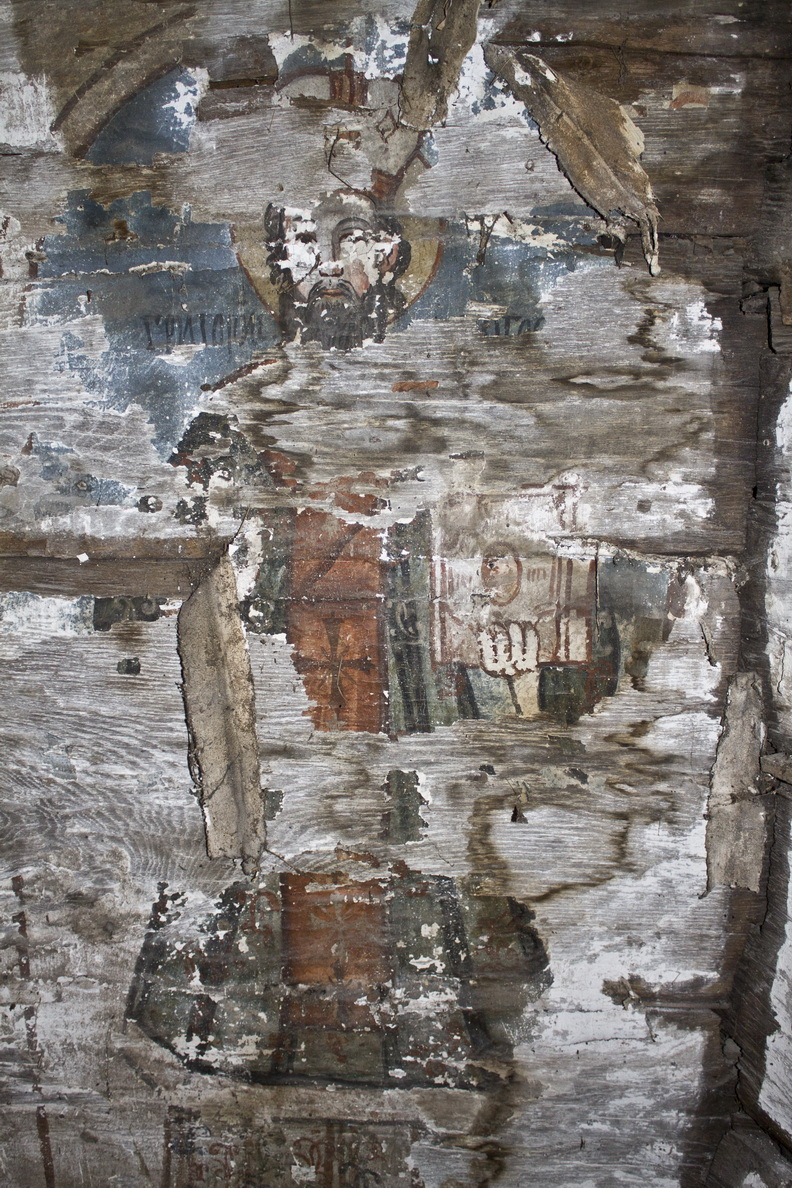
Sfântul Grigore Teologul
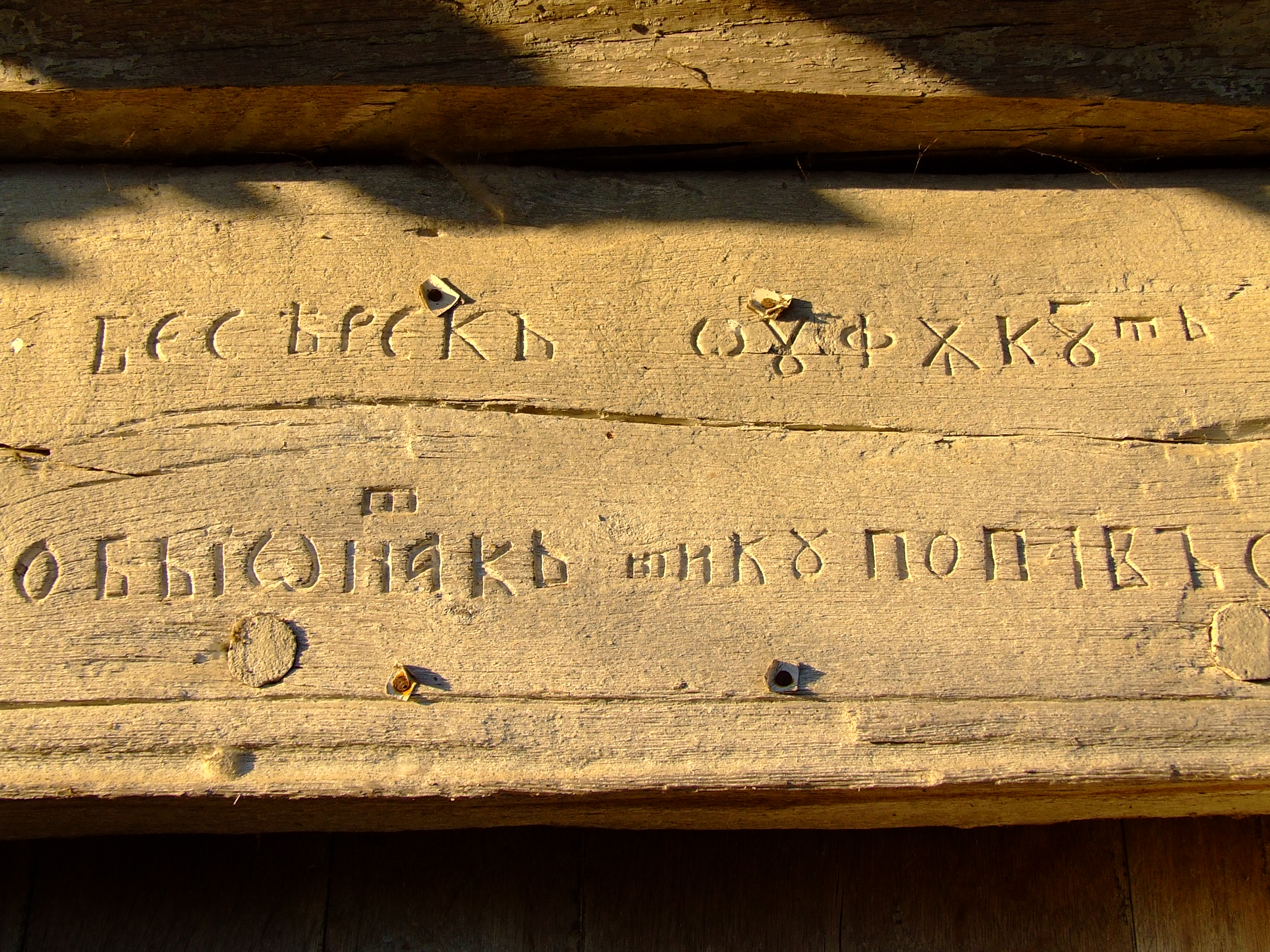
Fragment din inscripția de la intrarea în biserică. Foto: 2006
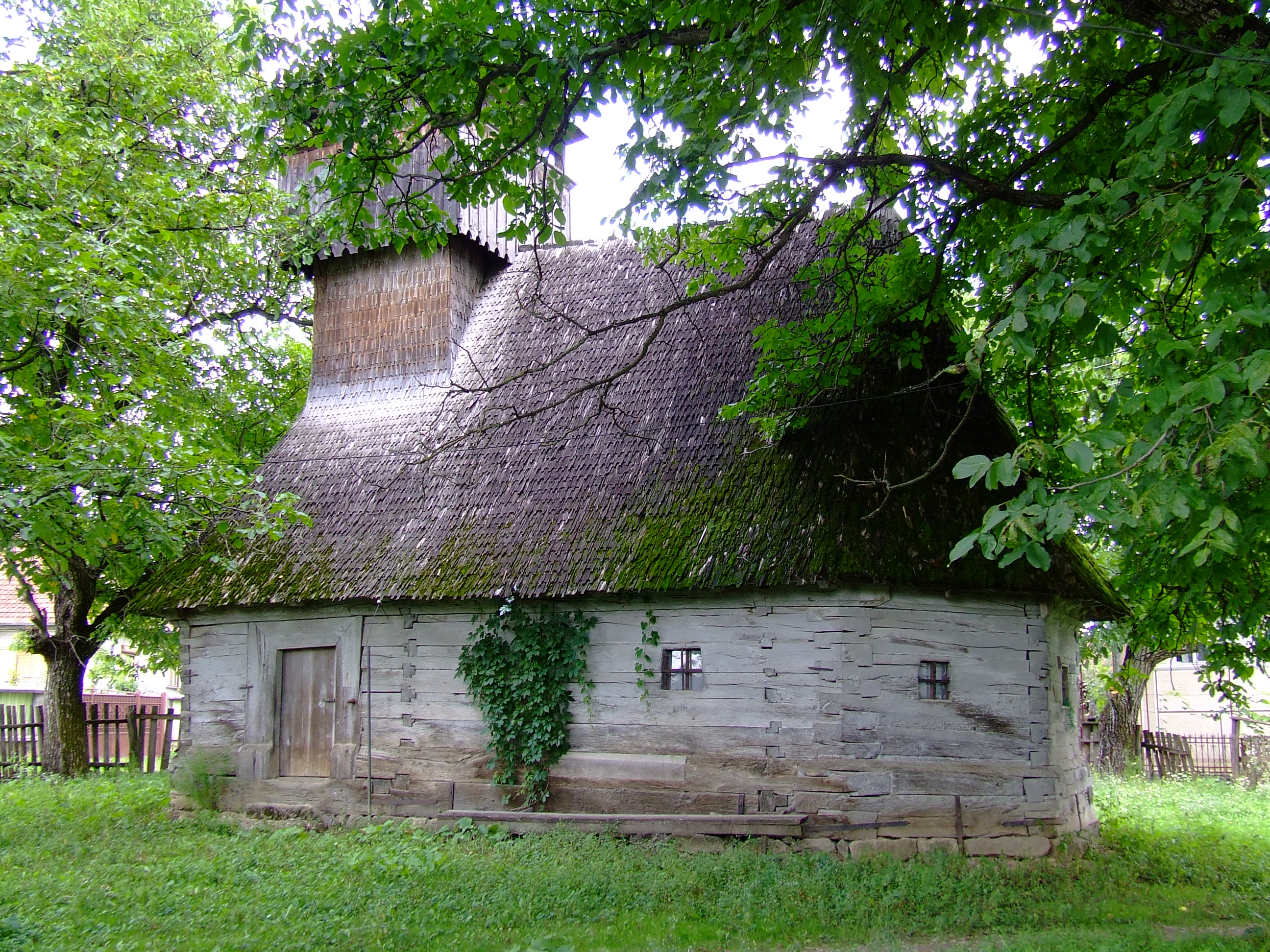
Biserica înainte de lucrările de restaurare. Foto: 2006